# سوزان رایس
سوزان الیزابت رایس (به انگلیسی: Susan Elizabeth Rice) دیپلمات، مشاور سیاسی و سیاستمدار آمریکایی است. رایس به‌عنوان یکی از اعضای حزب دموکرات به‌عنوان بیست و دومین مدیر شورای سیاست داخلی ایالات متحده از سال ۲۰۲۱ تا ۲۰۲۳، بیست و هفتمین سفیر ایالات متحده آمریکا در سازمان ملل متحد از سال ۲۰۰۹ تا ۲۰۱۳، و به‌عنوان بیست و سومین مشاور امنیت ملی ایالات متحده از سال ۲۰۱۳ تا ۲۰۱۷ خدمت کرد.
سوزان رایس دارای دکترای دانشگاه آکسفورد و دانش‌آموختهٔ دانشگاه استنفورد است.
سوزان الیزابت رایس با کاندولیزا رایس هیچ نسبتی ندارد.

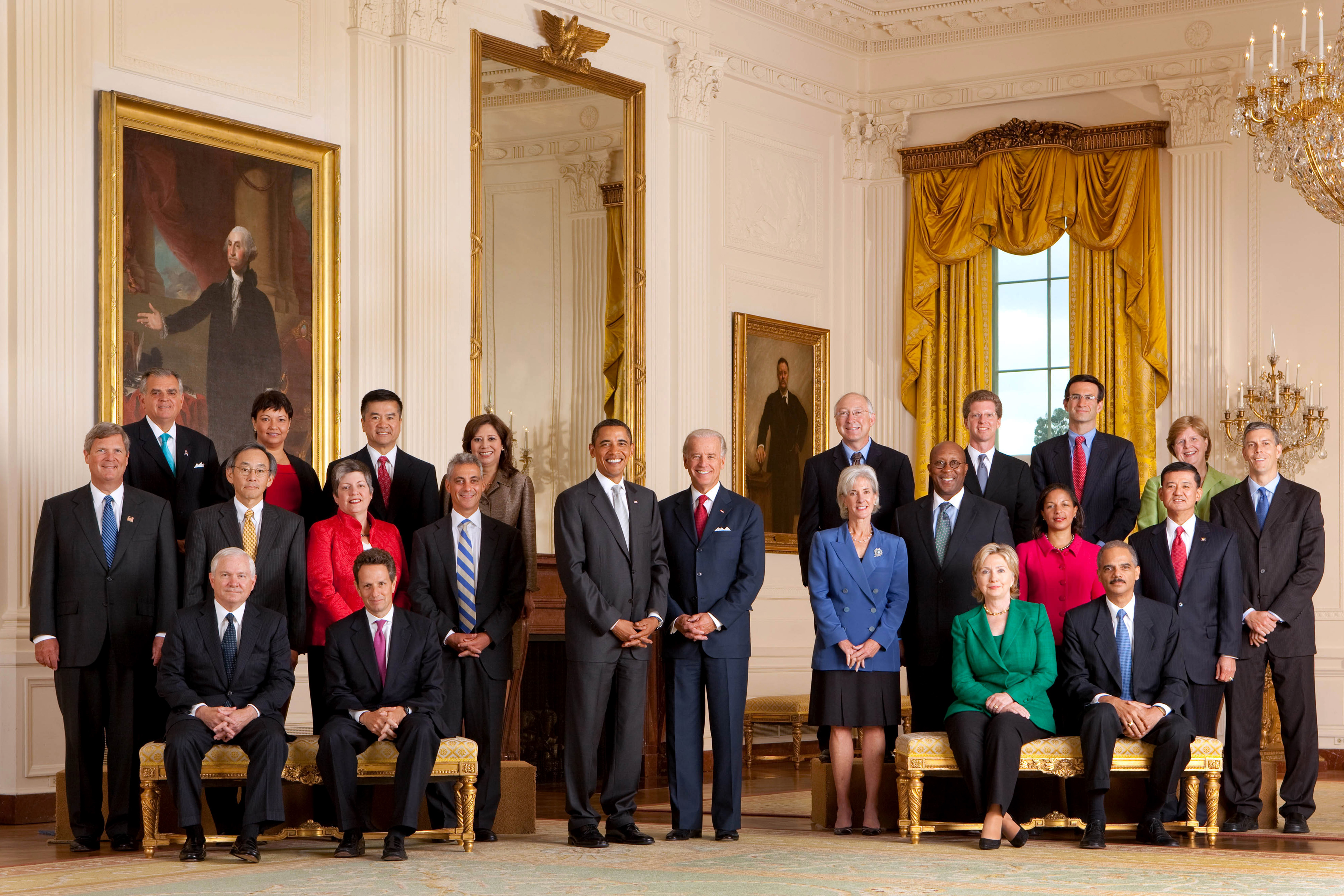
کابینه اول باراک اوباما، رئیس‌جمهوری آمریکا، در اتاق شرقی سال ۲۰۰۹ ردیف اول ایستاده از چپ به راست: ری لحود، لیسا جکسون، گری لاک، هیلدا سولیس، باراک اوباما، جو بایدن، کن سالازار، شان داناون، پیتر اورزاگ، کریستینا رومر، آرنی دانکن ردیف دوم ایستاده: تام ویلساک، استیون چو، جنت ناپالیتانو، رام امانوئل، کاتلین سیبیلیوس، ران کرک، سوزان رایس، اریک شینسکی ردیف سوم نشسته: رابرت گیتس، تیموتی گایتنر، هیلاری کلینتون، اریک هولدر